# Cal Xicorill
Cal Xicorill és una obra de Torroja del Priorat (Priorat) inclosa a l'Inventari del Patrimoni Arquitectònic de Catalunya.

## Descripció
Edifici de paredat, arrebossat i pintat de planta baixa, pis i golfes, cobert per una teulada a dues vessants de teula. A la planta baixa s'hi obren la porta i una finestra, al primer pis dos balcons i tres finestres a les golfes. La porta és dovellada i a la clau hi figura la data de 1819.

## Història
La construcció pertany a un moment en què s'iniciava l'esplendor comarcal, progressivament especialitzat en la producció de vi per a l'exportació. Segurament correspon a una construcció edificada sobre una altra d'anterior, corresponent a l'Edat Mitjana. És molt possible que els balcons hagin estat construïts en època posterior.